# Wittsteinia
Wittsteinia – rodzaj roślin z rodziny Alseuosmiaceae. Obejmuje dwa gatunki. Wittsteinia vacciniacea rośnie w australijskim stanie Wiktoria, a Wittsteinia papuana w Papui-Nowej Gwinei. Są to krzewinki rosnące w lasach, W. papuana jako epifit.

## Morfologia
PokrójKrzewinki o pędach płożących lub podnoszących się.
LiścieSkrętoległe lub skupione w pozorne okółki, pojedyncze, piłkowane.
KwiatyWyrastają pojedynczo lub po dwa w kątach liści. Kwiaty są promieniste i obupłciowe. Kielich z krótkimi działkami. Korona zrosłopłatkowa, dzwonkowata, u W. papuana beczułkowato rozdęta. Brzegi płatków są klapowane, na powierzchni z wyrostkami. Pręciki osadzone są w rurce korony u jej nasady. Zalążnia jest dolna i dzieli się na dwie lub trzy komory. Każda z nich zawiera kilka zalążków.
OwoceKuliste jagody z jajowatymi nasionami.

## Systematyka
Pozycja systematyczna
Jeden z 5 rodzajów z rodziny Alseuosmiaceae.
Wykaz gatunków
- Wittsteinia vacciniacea F.Muell.
- Wittsteinia papuana (Steenis) Steenis